# حزقيال باوتيستا سولير
حزقيال باوتيستا سولير (بالإسبانية: Juan Bautista Soler)‏ هو شخصية أعمال إسباني، ولد في 9 فبراير 1956 في بلنسية في إسبانيا.